# Madeleine de Lyée de Belleau

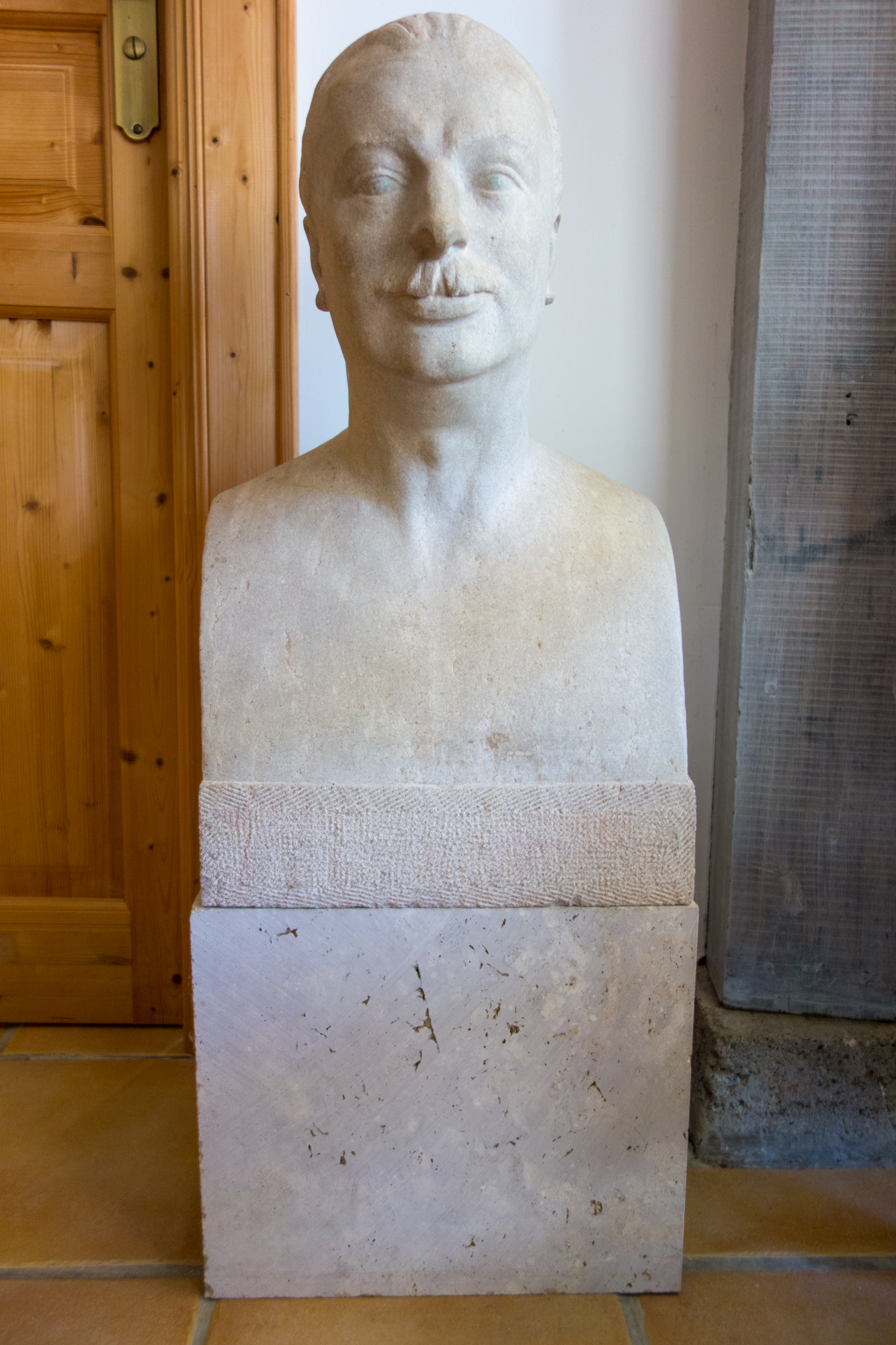
Buste de Maurice Colrat de Montrozier par Madeleine de Lyée de Belleau en 1923.

Madeleine de Lyée de Belleau dite Manette de Lyée de Belleau, née à Courrières le 4 novembre 1873 et morte dans la même ville le 5 août 1957, est une sculptrice française, ainsi qu'une céramiste, photographe et exploratrice.

## Biographie

### Enfance et vie privée
Fille d'André Bernard, comte romain, zouave pontifical, et de Mathilde Tilloy, Madeleine Bernard naît le 4 novembre 1873 à Courrières dans le Pas-de-Calais.
Le 14 novembre 1893, elle épouse à Courrières André Théodore de Lyée de Belleau, (1861-1940), capitaine de cavalerie, conseiller général du Calvados, dont elle aura deux fils, François et Antoine (Tony).

### Carrière
Autodidacte, elle participe à divers salons dès 1918. En 1927, elle crée une compagnie théâtrale, Le Feu sacré, dont elle est metteur en scène. Après de nombreux voyages en Afrique, Moyen-Orient, Extrême-Orient, elle devient photographe et auteur d'articles dans diverses revues dans les années 1930.
De 1935 a 1938, elle reprend sous forme de causeries ses récits de voyage sur Radio-Paris.

## Descendance
- François Marie Aimé de Lyée de Belleau (1894-1961), marié en 1926 à Anne d'Andigné.
- Antoine Marie Charles de Lyée de Belleau (1898-1981), artiste peintre (Tony de Lyée), marié en 1930 à Rolande Anne Mathilde de Villeneuve Esclapon (1896-1972), décoratrice, fille de Christian de Villeneuve-Esclapon et de Jeanne Bonaparte, petite nièce de Napoléon Ier.

## Œuvre

### Sculpture
- Musée des beaux-arts de Caen : Salomé, statue en marbre achetée au salon de 1920 par la ville de Caen
- Salomé, même modèle réduit de moitié, en marbre bleu, 1921
- Masque de Salomé, en marbre rose de Milan, 1922
- Projet de fontaine, Femme agenouillée sur une tortue, un poisson au-dessus de la tête, 1922
- Buste de M. Maurice Colrat ministre de la justice, en pierre de Senozan, 1923
- Buste de M. Philippe Le Bourgeois, en marbre rose de Milan, 1923
- Masque de M. Scaffi, 1923
- Tête d'Éros, 1924
- Jeux d'Amphitrite, projet de fontaine, 1924
- Danseur, 1925
- La Petite Princesse aux yeux pers, 1926
- Musée des Années Trente à Boulogne[2] : Tête africaine en granit noir, 1928
- Fontaine au poisson, 1928
- Musée du quai Branly : tête de femme Moï[3]
- Plaque en bronze Anna Pavlova et Hubert Stowitts dans le ballet La Péri de Paul Dukas
- Tête de tortue, en basalte vert, 1932
- Pichet bronze Chèvre
- Coupe métal martelé Coq

### Céramique
- Enfant de chœur, 1922
- Fillette tirant la langue, sonnette de table
- Chameaux
- Égyptiens
- Signes du zodiaque

### Gouache
Lors d'un voyage en Syrie elle exécute des portraits à la gouache
- Abdul Ahmed
- Ahmet Slenne
- Arrafat Chaban
- Mohammed Seloum
- Abdoum l'Mejdeh
- Bédouine tatouée

### Lithographie et gravure
- Bandit turc, 1929 (litho)[4]
- Vieillard oriental, 1929 (litho)
- La Fille du chef de village, 1929 (litho)
- Syrienne, 1929
- Fête orientale, musiciens, 1929
- Négresse à plateau, 1929
- Canard exotique, 1934 (eau-forte)
- Perroquet, 1935 (eau-forte)
- Pintade de Madagascar
- Chasseur d'Afrique
- Perruche serin

### Photographie
Les nombreux articles parus sont illustrés de photos réalisées par Manette

## Expositions
- 36e salon de l'Union des femmes peintres et sculpteurs, 1918 : Danseuse javanaise (bronze, cire perdue)
- Salon des artistes français, 1920 (mention honorable)
- Exposition générale d'arts appliqués Galliera 1923
- Exposition internationale des Arts décoratifs et industriels modernes 1925 : fontaine, L'Enfant au poisson, médaille d'argent, achetée par la ville de Paris en 1928 pour orner le square de la mairie du XIVe.
- Salon des indépendants 1927
- Galerie de la Boétie 1927
- Galerie Charpentier 1930
- Salon des artistes français 1932 : Singe en granit d'Assouan (achat de la ville de Paris)
- Galerie Georges Petit
- Musée Cernuschi (21/9/2013- 27/1/2014) : Du fleuve Rouge au Mékong : visions du Viêt Nam